# Farceaux
Farceaux és un municipi francès situat al departament de l'Eure i a la regió de Normandia. L'any 2007 tenia 284 habitants.

## Demografia

### Població
El 2007 la població de fet de Farceaux era de 284 persones. Hi havia 96 famílies, de les quals 20 eren unipersonals (4 homes vivint sols i 16 dones vivint soles), 20 parelles sense fills, 48 parelles amb fills i 8 famílies monoparentals amb fills.
La població ha evolucionat segons el següent gràfic:
Habitants censats

### Habitatges
El 2007 hi havia 120 habitatges, 101 eren l'habitatge principal de la família, 15 eren segones residències i 4 estaven desocupats. 119 eren cases i 1 era un apartament. Dels 101 habitatges principals, 92 estaven ocupats pels seus propietaris, 7 estaven llogats i ocupats pels llogaters i 2 estaven cedits a títol gratuït; 3 tenien dues cambres, 18 en tenien tres, 21 en tenien quatre i 59 en tenien cinc o més. 85 habitatges disposaven pel capbaix d'una plaça de pàrquing. A 37 habitatges hi havia un automòbil i a 58 n'hi havia dos o més.

### Piràmide de població
La piràmide de població per edats i sexe el 2009 era:
| Homes | Edats   | Dones |
| ----- | ------- | ----- |
| 0     | 95 o +  | 0     |
| 0     | 90 a 94 | 0     |
| 0     | 85 a 89 | 0     |
| 0     | 80 a 84 | 0     |
| 0     | 75 a 79 | 4     |
| 4     | 70 a 74 | 4     |
| 4     | 65 a 69 | 0     |
| 4     | 60 a 64 | 4     |
| 4     | 55 a 59 | 8     |
| 12    | 50 a 54 | 0     |
| 4     | 45 a 49 | 12    |
| 4     | 40 a 44 | 8     |
| 16    | 35 a 39 | 8     |
| 8     | 30 a 34 | 8     |
| 20    | 25 a 29 | 16    |
| 4     | 20 a 24 | 4     |
| 12    | 15 a 19 | 0     |
| 4     | 10 a 14 | 4     |
| 32    | 5 a 9   | 16    |
| 16    | 0 a 4   | 16    |

## Economia
El 2007 la població en edat de treballar era de 186 persones, 137 eren actives i 49 eren inactives. De les 137 persones actives 123 estaven ocupades (77 homes i 46 dones) i 14 estaven aturades (7 homes i 7 dones). De les 49 persones inactives 14 estaven jubilades, 13 estaven estudiant i 22 estaven classificades com a «altres inactius».

### Ingressos
El 2009 a Farceaux hi havia 98 unitats fiscals que integraven 286,5 persones, la mediana anual d'ingressos fiscals per persona era de 17.771 €.

### Activitats econòmiques
Dels 9 establiments que hi havia el 2007, 4 eren d'empreses de construcció, 1 d'una empresa de comerç i reparació d'automòbils, 1 d'una empresa immobiliària, 1 d'una empresa de serveis, 1 d'una entitat de l'administració pública i 1 d'una empresa classificada com a «altres activitats de serveis».
Dels 2 establiments de servei als particulars que hi havia el 2009, 1 era un paleta i 1 fusteria.
L'any 2000 a Farceaux hi havia 3 explotacions agrícoles que ocupaven un total de 360 hectàrees.

## Equipaments sanitaris i escolars
El 2009 hi havia una escola maternal integrada dins d'un grup escolar amb les comunes properes formant una escola dispersa.

## Poblacions més properes
El següent diagrama mostra les poblacions més properes.